# Антигръцки вълнения в България
Антигръцките вълнения в България от началото на XX век са предизвикани от водената гръцка политика и въоръжена пропаганда в Македония. Най-важни причини за вълненията са Загоричанското клане и аферата „Вардараси“. Създадена е организацията „Български родолюбец“, която създава свои клонове в големите градове и ръководи завземането на църквите и училищата.

## Гърци в България
В края на XIX век и началото на XX век големи гръцки и гъркомански колонии в Княжество България има по Черноморието (в Балчик, Варна, Анхиало, Бургас, Несебър, Созопол, Ахтопол и другаде), също в Пловдив, Станимака и околните им села, както и в Каваклийско (Тополовградско) и Казълагачко (Елховско). Броят на гърците възлиза на близо 70 000 души през 1906 година. Те се ползват с граждански и политически свободи, гарантирани им от Берлинския конгрес (1878), свободно развиват културно-просветните и религиозните си общности. По данни от Костадин Костадинов между 1887 и 1901 година имат 17 депутати в Народното събрание, също така имат свои околийски управители, общински съветници и държавни чиновници във всички ведомства. Запазени са и свидетелства за отказ на гърци да участват в обществения живот като например решението на гръцката църковна община във Варна да не излъчва свои кандидати за местните избори през 1895 г.  В църковно отношение гърците са организирани в 5 епархии – Варненска, Анхиалска, Созоагатополска, Месемврийска и Пловдивска.

## Митинги и сблъсъци
Първият антигръцки митинг се провежда в Балчик на 19 март 1905 година. Няколко дни по-късно, на 25 март 1905 година, гръцки андарти извършват клане над българи в костурското село Загоричани. Това отприщва недоволството в България и на 3 април 1905 година е проведен голям митинг във Варна, на който е излъчено бюро с председател Дамян Перелингов и с главни искания за активна намеса на България в Македония и неутрализиране на гърците и гръцката търговия в България. По-късно същата година избухва митническа афера, след която местните български и гръцки вестници взаимно се обвиняват и заплашват.
В началото на 1906 година е осуетено предложение за заселване на прогонени гърци от Румъния по Черноморието, а по-късно избухва аферата „Вардараси“, при която става ясно, че на българска територия Гърция развива мрежа за рекрутиране на гъркомани към гръцката въоръжена пропаганда в Македония, а впоследствие и за лекуването на ранените в болници в България. Избухва сериозен международен скандал, след който Гърция е принудена да отзове пловдивския си консул. На 25 март 1906 година е проведен нов митинг във Варна по повод годишнината от Загоричанското клане. На 26 март умира патриаршеският митрополит Поликарп Варненски, на негово място Патриаршията назначава бившия берски митрополит Константий Исаакидис, който обаче не пристига в България, след него е назначен митрополит Неофит, който два пъти не е допуснат от местните българи да слезе на варненското пристанище.
На 4 юли 1906 година във Варна е завзета гръцката църква „Свети Николай“ и е преименувана на „Св. св. Кирил и Методий“, а на 9 юли е превзета и гръцката болница в града. Сблъсъци стават още в Бургас, Пловдив, Станимака и Кавакли, където има жертви, както и в Радне-махли, Созопол, Карнобат, Айтос и Русе. Главният ръководител на организацията „Български родолюбец“ Петър Драгулев започва обиколка из страната, която засилва антигръцките вълнения. На 16 юли 1906 година в Балчик е проведен митинг срещу гръцките дружества, в Пловдив са превзети гръцките църкви „Свети Харалампи“, „Света Марина“, „Свети Константин“, „Свети Димитър“ и „Света Петка“, гръцките клубове, дюкяни и училища са изпотрошени. На 17 юли в Каварна са превзети гръцката църква и училище. На 20 юли в Балчик, Добрич и Станимака са завзети гръцките църкви. На 22 юли същото се случва и в Бургас. Гърците в Анхиало взимат мерки и организират въоръжена милиция, за да защитават манастира „Св. Георги“. Започват сражения в града и край манастира, като в края на деня гърците са смазани, Анхиало е почти напълно опожарен, а жертвите са между 20 и 100 души. През септември 1906 година около 10 000 гърци започват да се изселват от България в Гърция, но до края на годината църквите са върнати на гръцката общност, а организацията „Български родолюбец“ е неутрализирана.
Сведения за противогръцко движение и вълнения се регистрират и през 1924 г. в Бургас.

## Отзвук в чужбина
Гръцката патриаршия издава пропагандния труд „Мемоар на Йоаким III“ на 14 август 1906 година, в който се осъждат българските действия. Международният печат се занимава с темата, но като цяло се признава, че антигръцките действия в България са пряк резултат от гръцката политика в Македония. Великите сили остават неутрални по българо-гръцките сблъсъци. В Гърция се организират масови контрапротести, провеждат се молебени и литургии за загиналите анхиалци, в Атина се прави опит за превземането на парахода „Борис“. Сръбският печат изцяло подкрепя гръцките претенции, докато в Румъния се подкрепя антигръцкото движение. Напрежението отшумява до края на Балканските войни. През 1914 година бившите членове на „Български родолюбец“ превземат окончателно всички църкви и училища на местните гърци.
Изложение до смесената гръцко-българска емиграционна подкомисия в София от юристконсулта при Варненската община Янко К. Сираков сочи, че през 1928 година все още има нерешен спор за имотите на гръцката община в град Варна.